# Felix Gottwald
Felix Gottwald (* 13. ledna 1976, Zell am See) je rakouský sdruženář (závodník v severské kombinaci). Má z této disciplíny tři zlaté olympijské medaile, dvě z Turína 2006 a jednu z Vancouveru 2010. Má též jedno olympijské stříbro (2006) a tři bronzy (Salt Lake City 2002). Se sedmi olympijskými medailemi je tak nejúspěšnějším sdruženářem v historii. Zúčastnil se i olympijských her v Lillehammeru roku 1994 a v Naganu roku 1998. Má též tři zlata ze světových šampionátů.